# 女法醫JD
《女法醫JD》是英皇娛樂和企鵝影視聯合製作的懸疑電視劇集，由蔡卓妍、張孝全、鍾欣潼及關智斌領銜主演，麥亨利、陳家樂、何佩瑜、羅家英、黃德斌及陶大宇聯合演出，動作指導鄧瑞華。劇集於2022年12月12日在騰訊視頻、愛奇藝首播。马来西亚Astro華麗台VOD於2022年12月21日紧贴中国播出，而香港則由2023年3月27日起於翡翠台播出。
北美OTT由TVBAnywhere North America 2023年3月27日起同步更新。

## 故事大綱
劇集將以單元形式展開，講述女法醫JD宋安妍（蔡卓妍飾）在死因解碼研究所（HDMI）的遭遇為線索，協助警方破獲一個個詭異案件，同時試圖探尋父親舊案的真相。而從小被CCS(某黑暗組織)擄走的女孩林小美（鍾欣潼飾），用來被從小培養成殺手。但後來宋安妍成功逃出，本應報警解救林小美，卻因驚恐意外失憶，患上高敏症，導致林小美無法逃出。所以為復仇而重生的林小美，隱忍多年，後來不惜冒充宋安妍身份，去實現自己的目的。宋安妍在找尋當年冤案的真相時，並與雙面人林小美之間展開的一系列糾纏不休，驚心動魄的故事。JD宋安妍因患HSP高敏症而擁有極高敏感度的大腦，不由自主全天候接收一切資訊，在不堪其擾的同時也屢次憑藉信息儲備量非凡的最強大腦打開線索關竅，解開懸案謎題。

## 角色列表

### 主要角色
| 演員   | 角色   | 介紹 |
| 蔡卓妍 | 宋安妍 | JD（Jane Doe） HDMI首席法醫 患有高敏症(HSPS) 劉志明兒時之青梅竹馬，與其有感情線 |
| 張孝全 | 劉志明 | 重案組警察 宋安妍兒時之青梅竹馬，與其有感情線 |
| 鍾欣潼 | 林小美 | 殺手 安莉的音樂老師（第2集） 本名魏子凌 冒充宋安妍身份，並最后向其告訴自己是苗康正之女苗子凌（TVB版本第10集） 智商比常人高，但有嚴重暴力傾向 宋安妍兒時之好友，並於兒時被神祕組織CCS拐走時因被其拋棄而懷恨在心，繼而被培訓成殺手並對其展開報復 於第2集出場 于第12集因下不了手杀死宋安妍而被CCS派来的杀手擊杀，後在結尾甦醒 |

### HDMI
死因解碼研究所（Hidden Death Message Institute，簡稱HDMI）
| 演員   | 角色   | 介紹                                               |
| 黃德斌 | 楊競風 | HDMI主管兼法醫顧問 神秘組織CCS的高級會員，實為線人 |
| 關智斌 | 周樂賢 | HDMI主管兼法醫顧問                                 |
| 何佩瑜 | 姚詠琪 | HDMI現場重塑師                                     |
| 羅家英 | 魯日華 | HDMI首席化驗師                                     |

### 警隊
| 演員   | 角色   | 介紹                                                                                   |
| 郭鋒   | 高永泰 | 高Sir 劉志明上司 神秘組織CCS的人 於第5集出場 於第8集被林小美派殺手毒死（TVB版本第7集） |
| 陸駿光 | 孖七   | 警察                                                                                   |
| 麥亨利 | 關耀宇 | 警察                                                                                   |
| 陳家樂 | 程展博 | 警察                                                                                   |

### 其他主角
| 演員   | 角色       | 介紹 |
| 陶大宇 | 宋立宏     | 宋安妍之父 前法醫 數十年前被誣蔑殺害妻子，因不想宋安妍受牽連而送她去孤兒院 於第5集與宋安妍相認 于第8集假裝被楊競風杀死其混入CCS 于第12集被林小美杀死 （TVB版本第10集） |
| 陳國邦 | 狗頭       | 本名鄭久康 記者 解密專家 於第8集假裝被楊競風殺死 於第9集破密瓦解CCS分部 （TVB版本第8集）                                                                               |
| 姚羽   | 童年宋安妍 | |
| 官佳賢 | 童年劉志明 | |
| 黃敏玹 | 童年林小美 | |

### 單元角色
| 演員   | 角色   | 介紹 |
| 鮑起靜 | 陸麗萍 | 護士長 莫如琛妻子 羊頭面具殺人案主犯，針對數個器官移植受惠者下手 於第2集槍殺宋安硏未遂其後被程展博擊斃（第1、2集）                |
| 吳天瑜 | 翁瑞玲 | 護士 楊競風之亡妻 于第1集被陆丽萍殺害                                                                                             |
| 余家倫 | 莫如深 | 已故影星，死後器官捐贈給數個病人                                                                                                  |
| 郭秀文 | 梁文靜 | 第1集受害人 |
| 李文標 | 傻秋   | |
| 童繽毓 | 孫誼   | |
| 黃健安 | 陳聰   | |
| 李靖筠 | 安莉   | 第2集受害人 |
| 楊天宇 | 洪嘉維 | 第4集受害人 |
| 梁雍婷 | Audrey | 第5集受害人 |
| 郭奕芯 | 黃嘉琪 | |
| 張蔓姿 | 福晴   | |
| 艾妮   | 雞脾妹 | |
| 陳美婷 | 張麗   | |
| 麥長青 | 魏傑   | 魏子凌之父 失智胖子 二十年前倒十字案主犯之一 于第9集炸傷其後抗捕警方反抗被槍傷被捕（TVB版本第8集） 于第12集被拔掉氧气管而缺氧致死 |
| 陳沛興 | 苗康正 | 苗子凌之父 CCS幕後黑手 |

## 歌曲
| 類別   | 歌曲                  | 作曲          | 作詞                        | 主唱   |
| 主題曲 | 《Perfect Strangers》 | Lawrence Chow | Anastasios A. Papanastasiou | 許靖韻 |
| 片尾曲 | 《雙面人》            | Lawrence Chow | 宋揚                        | 鍾欣潼 |

## 收視
| 集數 | 日期                  | 跨平台直播最高收視率 | 備註  |
| 1-5  | 2023年3月27日-3月31日 | 20.2點               | [ 4 ] |
| 6-10 | 2023年4月3日-4月7日   | 17.2點               | [ 5 ] |

## 外部連結
- 豆瓣电影上《女法醫JD》的資料 （简体中文）
- 《女法醫JD》 北美TVB網上串流平台 免費點播！ （页面存档备份，存于）